# Obama nungara
L'óbama o el cuc óbama (Obama nungara) és una espècie de platihelmint terrestre de la subfamília Geoplaninae. És originària d'Amèrica del Sud, però s'ha introduït a Europa on s'ha convertit en espècie invasora.

## Etimologia
El nom óbama (i el gènere en llatí Obama) prové de l'idioma tupí, a partir de les paraules óba (fulla) i ma (animal), en referència a la forma plana del cuc. L'epítet específic nungara també prové del tupí i significa "similar, igual" referint-se a la semblança d'O. nungara a O. marmorata.

## Descripció
Obama nungara és una cuc terrestre de mida mitjana amb un cos lanceolat, amb una longitud de fins a 70 mm. El color de fons del dors varia del groc daurat al groc mel i està cobert per taques marró fosc fins a negre i flocs agregats en ratlles longitudinals curtes i irregulars, donant-li un aspecte marbre clar a marró fosc. Una fina línia mancada de pigmentació marró es dibuixa generalment al llarg del centre del dors, de vegades presentant un límit fosc difús format per la concentració de la pigmentació marró. En alguns exemplars, aquesta línia també està coberta per la pigmentació i és gairebé inadvertida. El costat ventral té un color uniforme de color gris-blanquinós.

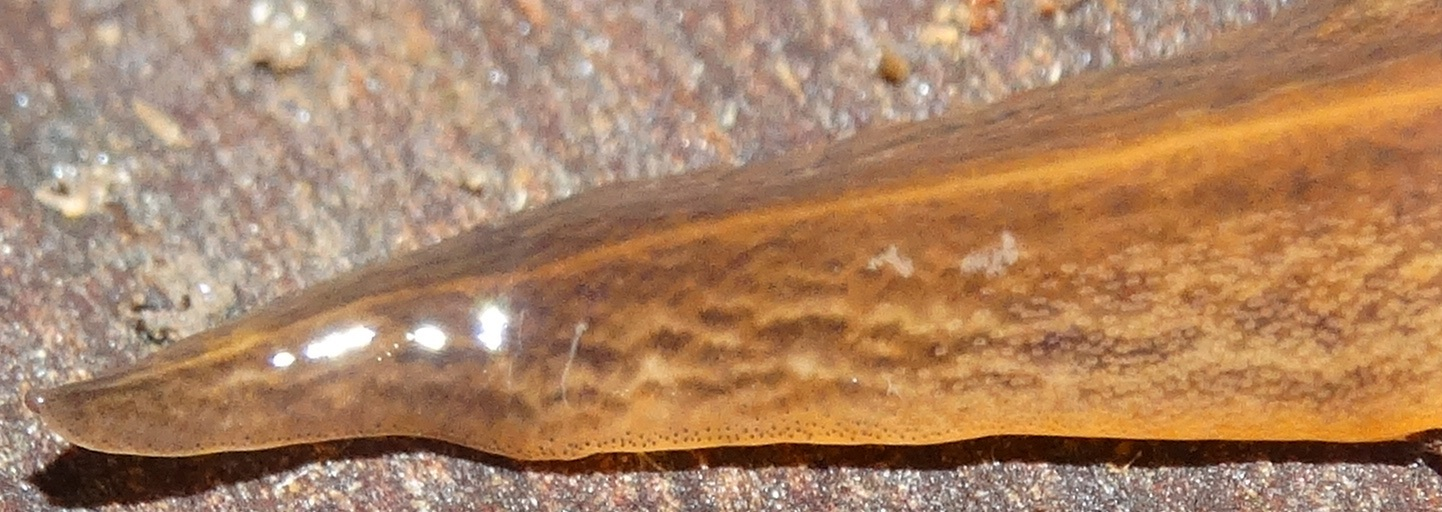
Detall de Obama nungara que mostra l'extrem anterior. Els ulls marginals són visibles com a petits punts negres i els dorsals com punts blanquinosos.

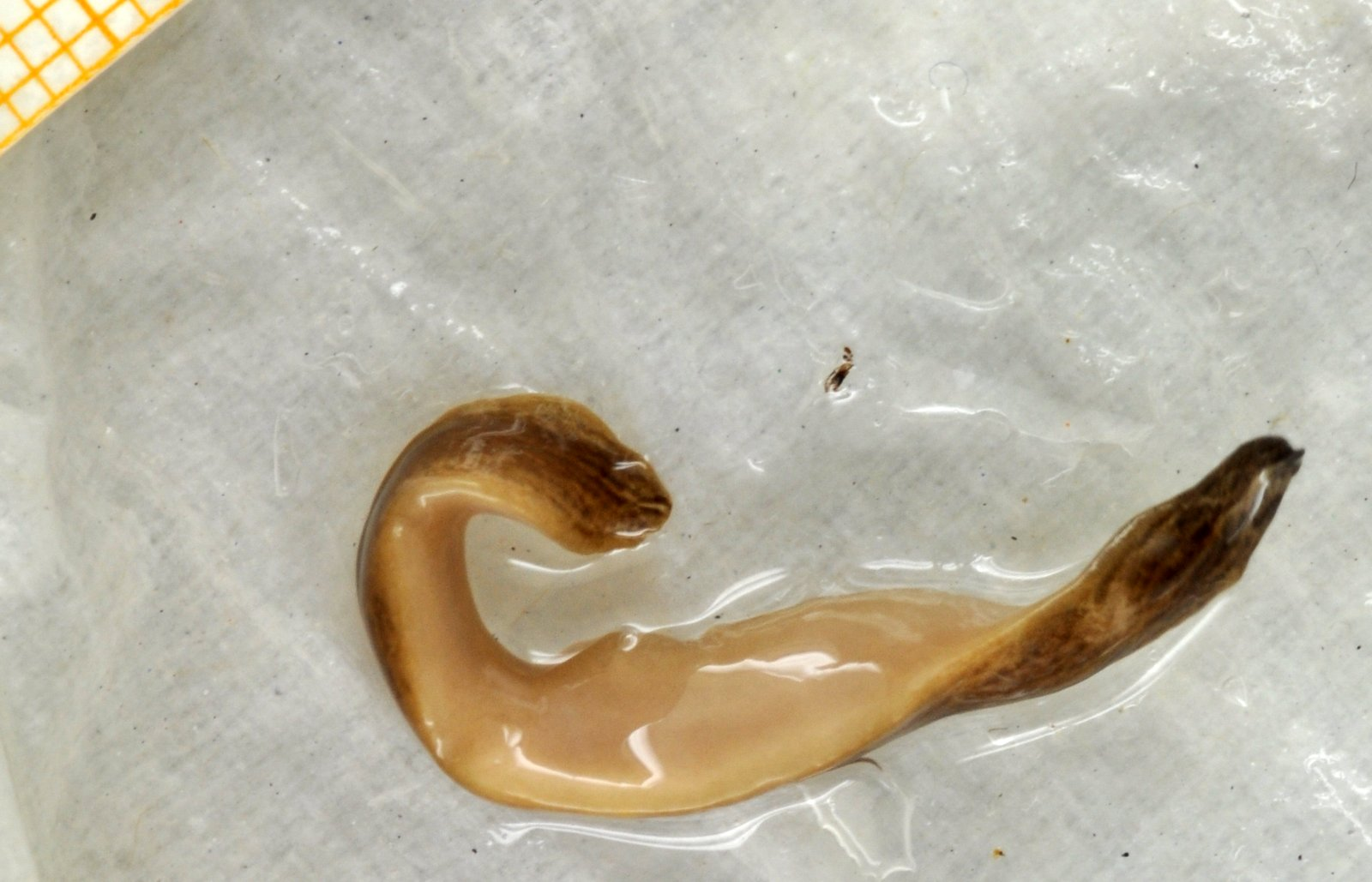
Obama nungara mostrant la banda ventral.

Com en la majoria de les espècies del gènere "Obama", O. nungara té centenars d'ulls repartits pel cos. Formen una sola fila al voltant de la punta anterior i després dels primers mil·límetres es tornen pluriserials, estenent-se per la superfície dorsal i ocupant aproximadament un terç de l'amplada del cos a banda i banda. Els ulls dorsals estan envoltats per halos clars (zones desproveïdes de pigmentació) que poden ser percebuts com un conjunt de petits punts blanquinosos sota estreta inspecció o sota un microscopi estereoscòpic.
El patró general de color de l'O. nungara  és molt similar a la d'Obama marmorata , una espècie amb la qual viu en simpatria en algunes zones del sud del Brasil. Com a resultat,  O. nungara  es va identificar inicialment per error com a  O. marmorata .

## Distribució i ecologia
"Obama nungara" és originari d'Amèrica del Sud. Les poblacions dels dos estats brasilers més meridionals, Santa Catarina i Rio Grande do Sul són ben segur natives. L'espècie també es troba a l'Argentina, on pot ser autòctona o introduïda. És molt freqüent en zones pertorbades per l'home, especialment en jardins i parcs.

### L'Obamainvasor en Europa

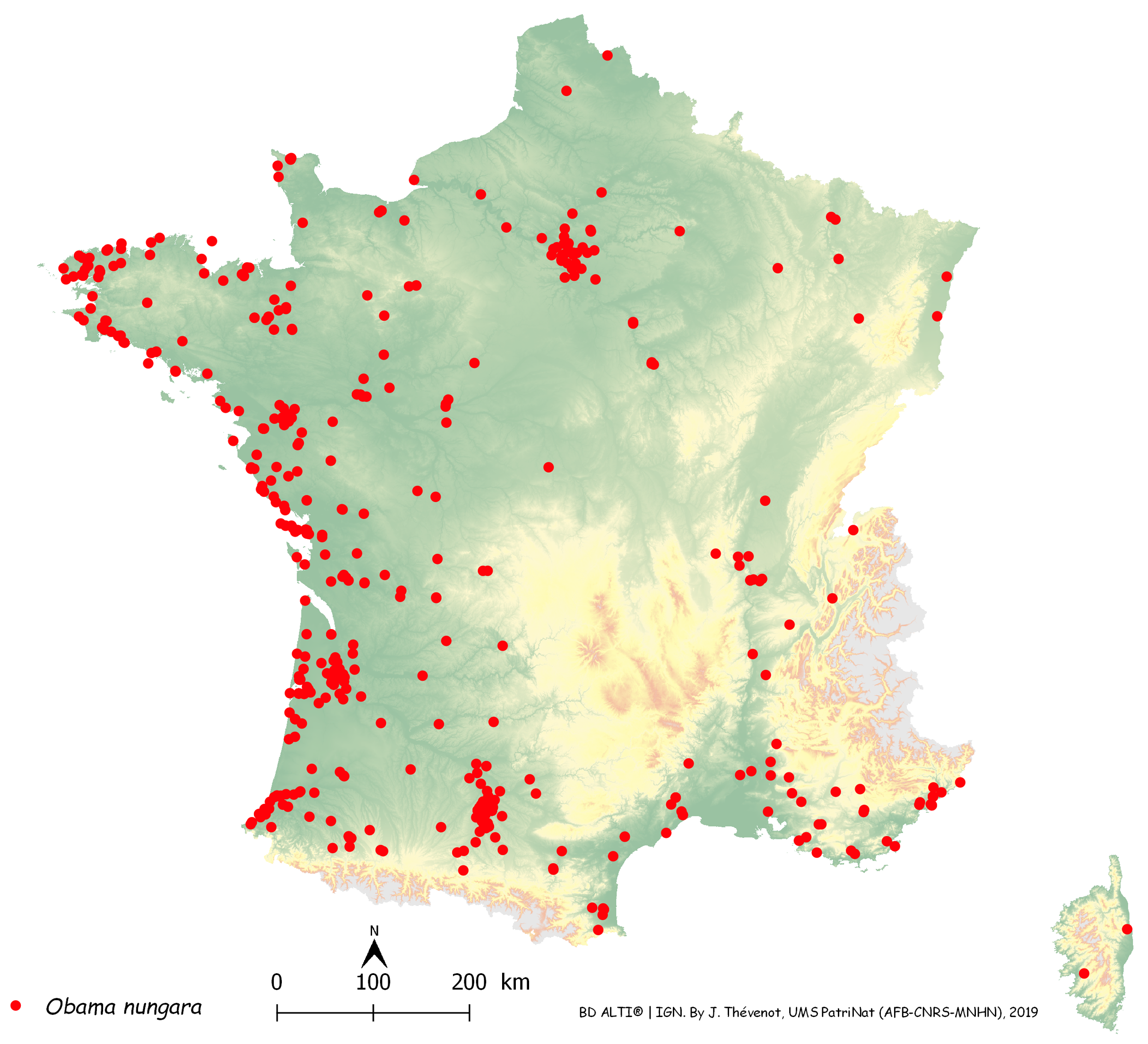
Invasió de la França continental per Obama nungara - cada punt roig és un registre de troballa

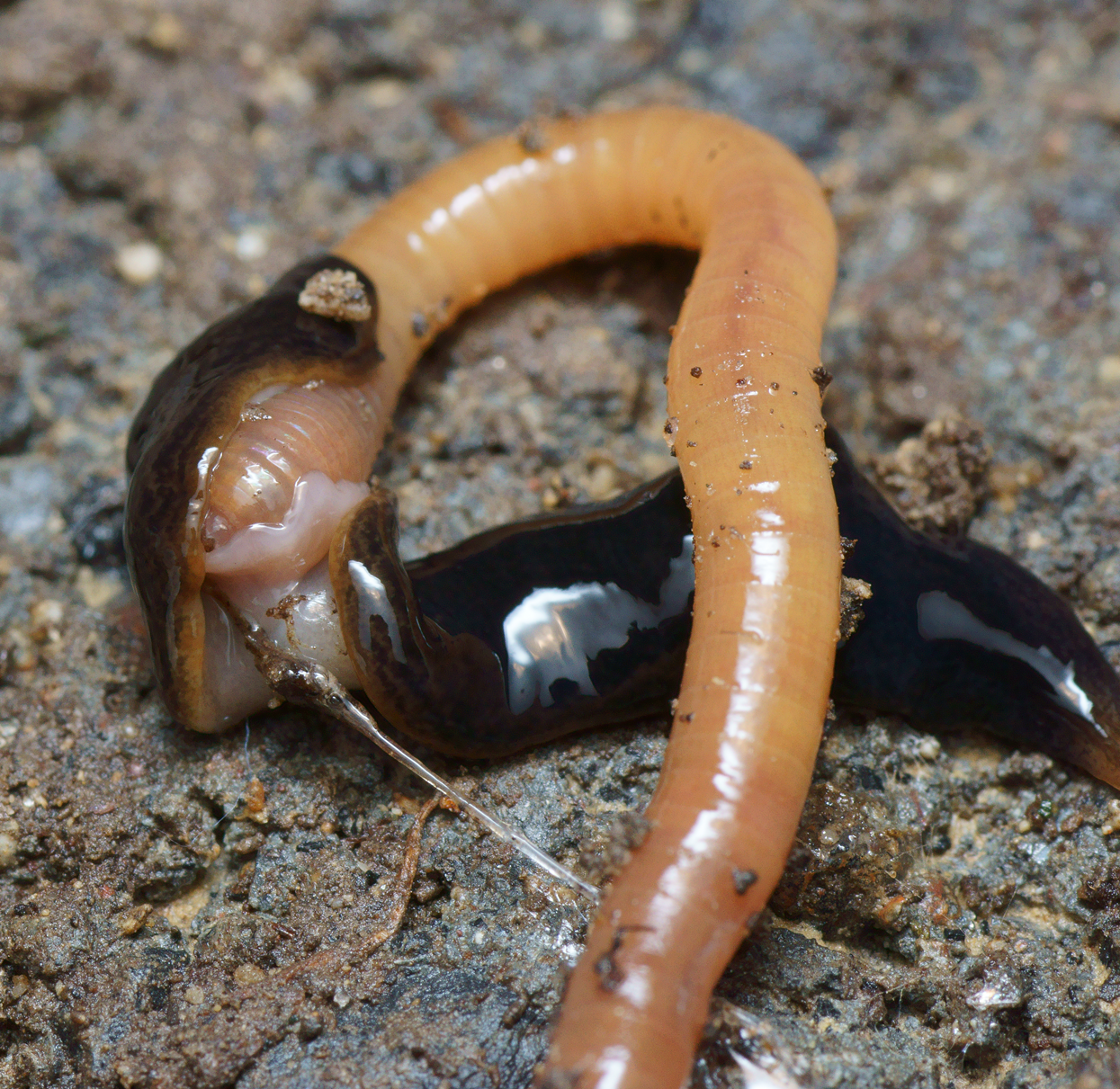
Forma negra d'Obama nungara matant i menjant un llambric de terra. Es pot veure clarament la faringe evertida -dilatada cap a l'exterior- envoltant el cap del cuc de terra.

Des de 2008, nombrosos cucs plans s'han trobat en diverses localitats europees dels següents països: Guernsey, Gran Bretanya, França, Espanya, Itàlia i més recentment, Bèlgica.
El cuc fou identificat com possiblement d'origen Neotropical i pertanyent al gènere Obama, però llur veritable identitat no va ser descoberta a la primera. A França, on sembla particularment abundant, ha estat batejada vulgarment marron plate -aplanat marró-.
Un estudi publicat en 2015 indentificà l'espècie trobada com Obama marmorata basant-se en la re-descripció morfològica d'aquesta espècie feta per Froehlich. No obstant, un any més tard, un nou estudi emprant anàlisis morfològiques i moleculars de material biològic d'Obama marmorata provinent dels individus mostra de poblacions mundials van concloure que l'espècie invasora trobada en Europa, la qual és també comú en el sud de Brasil i nord de l'Argentina, és una nova espècie, i fou anomenada Obama nungara.
En un estudi publicat el 2020,  Obama nungara  es va registrar en Itàlia, Suïssa i 72 dels 96 departaments de França. L'espècie era especialment abundant al llarg de la costa atlàntica, des de la frontera espanyola fins a la Bretanya, i al llarg de la costa mediterrània, des de la frontera espanyola fins a la frontera italiana. Més de la meitat dels registres eren d'una altitud inferior als 50 m, i cap registre no era superior als 500 m; Les regions muntanyoses com els Alps, Pirineus i Massís Central no havien estat envaïdes. L'abundància local es considerava impressionant, amb centenars d'exemplars trobats en un petit jardí. Sobre la base d'una anàlisi molecular, l'estudi també va concloure que la població que ha envaït diversos països d'Europa procedia de l'Argentina, no del Brasil.

## Dieta
Obama  ha estat informat que s'alimenta de llambrics i caragols terrestres. Com a resultat, pot representar una amenaça per a les poblacions natives d'aquests grups a Europa.
Al sud del Brasil, O. nungara (identificat com O. marmorata) fou comunicat que s'alimentava del cuc pla invasor Endeavouria septemlineata.